# Lamine Gueye (football)
Pour les articles homonymes, voir Lamine Guèye (homonymie) et Gueye.
Lamine Gueye, né le 13 mars 1998 à M'bour, est un footballeur sénégalais qui évolue au poste d'ailier droit au Paris FC.

## Biographie
Issu de l'académie de Génération Foot, club satellite du FC Metz à Dakar, il est prêté au Pau FC en National de 2018 à 2020, où il joue 50 matches pour 22 buts.
Il inscrit huit buts en championnat lors de la saison 2018-2019, puis 14 buts en 2019-2020. Le 14 décembre 2019, il se met en évidence en étant l'auteur d'un doublé lors de la réception du Puy-en-Velay.
Lamine Gueye inscrit le but décisif lors du 16ème de finale de Coupe de France du Pau FC face aux Girondins de Bordeaux. Gueye déclare en 2022 que le Pau FC est son club de cœur.
Le 29 juin 2020, il rejoint le FC Metz,, avec qui il fait ses débuts le 13 septembre 2020, à l'occasion d'un match de Ligue 1 contre Lille. Initialement destiné à partir en prêt au Paris FC, il reste avec les grenats en raison d'un règlement administratif qui fait échouer le transfert.
Malgré ce camouflet en début de saison, Gueye s'impose comme un titulaire avec le club de Metz,  régulièrement décisif sur le côté droit de l'attaque, alors que le club lorrain truste la première partie du tableau de Ligue 1. Il inscrit ainsi son premier but en première division française le 1er novembre 2020, permettant à son équipe de gagner 1-0 le match contre Nîmes.

## Palmarès
Il est vice-champion de Ligue 2 en 2025 avec le Paris FC.